# 北恵庭駐屯地
北恵庭駐屯地（きたえにわちゅうとんち、JGSDF Camp Kita-Eniwa）は、北海道恵庭市柏木町531に所在する第72戦車連隊、第11戦車隊等が駐屯する陸上自衛隊の駐屯地である。

## 概要
駐屯地司令は、第72戦車連隊長が兼務。最寄の演習場は、北海道大演習場。
駐屯地で勤務する隊員の成人式では配備されている戦車と綱引きで対決するのが恒例になっている。

## 沿革
日本陸軍
- 1943年（昭和18年）：陸軍が北部軍教育隊を設置。

警察予備隊恵庭訓練所
- 1950年（昭和25年）9月12日：北海道初の警察予備隊駐屯地・恵庭訓練所として開設[2][3]。
- 1951年（昭和26年）5月1日：警察予備隊第2管区隊編成に伴い、第2通信中隊が新編。

保安隊恵庭駐とん地
- 1952年（昭和27年）10月15日：保安隊へ移管され、恵庭駐とん地となる[4]。

保安隊北恵庭駐とん地
- 1952年（昭和27年）12月1日：北恵庭駐とん地に改称[5]。

陸上自衛隊北恵庭駐屯地
- 1954年（昭和29年）
  - 7月1日：陸上自衛隊設置に伴い北恵庭駐屯地が開設される[6][7]。
  - 9月20日：第101特車大隊が南恵庭駐屯地から移駐。
  - 9月25日：第103特車大隊が編成完結。
- 1956年（昭和31年）1月25日：第104特車大隊が北恵庭駐屯地で新編、3個特車大隊からなる第1特車群を編成。
- 1962年（昭和37年）1月18日：第1特車群が第1戦車群に称号変更。
- 1974年（昭和49年）8月1日：第1戦車群を第1戦車団として拡大改編。
- 1981年（昭和56年）
  - 3月24日：

  1. 第1戦車団を廃止。
  2. 第2戦車群が廃止され、第72戦車連隊に改編。
  3. 第3戦車群を廃止され、第73戦車連隊に改編。

  - 3月25日：

  1. 第1戦車群が北部方面隊直轄部隊となる。
  2. 第72戦車連隊が新編され、第7師団に隷属。
  3. 第73戦車連隊が新編され、第7師団に隷属。
- 1990年（平成2年）3月8日：第73戦車連隊が南恵庭駐屯地へ移駐。
- 2000年（平成12年）3月28日：

1. 第7後方支援連隊第2整備大隊第2戦車直接支援中隊（第72戦車連隊を支援）が新編。
2. 北部方面後方支援隊第101戦車直接支援隊（第1戦車群を支援）が新編。

- 2008年（平成20年）3月26日：第108地区警務隊北恵庭派遣隊を、第122地区警務隊北恵庭派遣隊に改編。
- 2014年（平成26年）
  - 3月25日：第1戦車群と北部方面後方支援隊第101戦車直接支援隊を廃止。
  - 3月26日：

  1. 駐屯地司令職務担任部隊を第1戦車群から第72戦車連隊へ移管。
  2. 第11戦車大隊と第11後方支援隊第2整備中隊戦車直接支援小隊が真駒内駐屯地から移駐。
- 2015年（平成27年）3月26日：会計隊の改編に伴い、第330会計隊が廃止され、第323会計隊北恵庭派遣隊が設置される。
- 2019年（平成31年）3月26日：第11旅団の機動旅団への改編に伴い、第11戦車大隊が第11戦車隊に改編。

## 駐屯部隊

### 北部方面隊隷下部隊
- 第7師団
  - 第72戦車連隊
  - 第7後方支援連隊
    - 第2整備大隊
      - 第2戦車直接支援中隊：第72戦車連隊を支援
- 第11旅団
  - 第11戦車隊
  - 第11後方支援隊
    - 第2整備中隊
      - 戦車直接支援小隊：第11戦車隊を支援
- 北部方面混成団
  - 第52普通科連隊
    - 第4普通科中隊
      - 北恵庭出頭（即応予備自衛官出頭地）
- 北部方面システム通信群
  - 第101基地システム大隊
    - 第313基地通信中隊
      - 北恵庭派遣隊
- 北部方面会計隊
  - 第323会計隊
    - 北恵庭派遣隊
- 北恵庭駐屯地業務隊

### 防衛大臣直轄部隊
- 警務隊
  - 北部方面警務隊
    - 第122地区警務隊
      - 北恵庭派遣隊

## 駐屯していた部隊
- 1981年（昭和56年）3月25日廃止
  - 第1戦車団「1戦団-本」（北恵庭駐屯地）：
  - 第2戦車群「2戦群-本」（北恵庭駐屯地）：第72戦車連隊に改編。
  - 第3戦車群「3戦群-本」（北恵庭駐屯地）：第73戦車連隊に改編。
- 1990年（平成2年）3月8日移駐
  - 第73戦車連隊「73戦-本」（北恵庭駐屯地）：南恵庭駐屯地へ移駐。
- 2008年（平成20年）3月25日廃止
  - 第108地区警務隊北恵庭派遣隊「108警」（北恵庭駐屯地）：第122地区警務隊北恵庭派遣隊に改編。
- 2015年（平成27年）3月25日廃止
  - 第330会計隊「330会」：第330会計隊の要員で第323会計隊北恵庭派遣隊を編成。
- 2014年（平成26年）3月26日廃止
  - 第1戦車群「1戦群-本」（北恵庭駐屯地）：
  - 北部方面後方支援隊第101戦車直接支援隊「101戦直支」（北恵庭駐屯地）：

## 最寄の幹線交通
- 高速道路：道央自動車道 恵庭IC
- 一般道：国道36号、国道337号、北海道道16号支笏湖公園線、北海道道45号恵庭栗山線、北海道道46号江別恵庭線、北海道道117号恵庭岳公園線
- 鉄道：JR北海道千歳線 恵庭駅
- 港湾：苫小牧港（特定重要港湾）
- 飛行場：新千歳空港、千歳基地